# CM 31-E (Juy Juy)
CM 31-E (Juy Juy) är en ort i Mexiko.   Den ligger i kommunen Chicoasén och delstaten Chiapas, i den sydöstra delen av landet, 700 km öster om huvudstaden Mexico City. CM 31-E (Juy Juy) ligger 487 meter över havet och antalet invånare är 267.
Terrängen runt CM 31-E (Juy Juy) är kuperad åt nordväst, men åt sydost är den bergig. CM 31-E (Juy Juy) ligger nere i en dal. Runt CM 31-E (Juy Juy) är det tätbefolkat, med 286 invånare per kvadratkilometer. Närmaste större samhälle är San Fernando, 13,1 km sydväst om CM 31-E (Juy Juy). I omgivningarna runt CM 31-E (Juy Juy) växer huvudsakligen savannskog.